# Trường Hương Gia Định
Trường Hương Gia Định là nơi diễn ra các cuộc thi Hương dành cho các sĩ tử từ Bình Thuận trở vào Nam, được triều đình nhà Nguyễn cho lập ở Sài Gòn vào năm 1813.

## Một số thông tin mở đầu
Vào thế kỷ 18, ở Nam Kỳ nói chung và ở Sài Gòn nói riêng, trường học do Nhà nước lập nếu có chỉ rất ít, có phần lớn đều là các trường tư thục và một số thầy đồ dạy tư gia để cho con em biết được "đôi ba chữ thánh hiền". GS. Nguyễn Khắc Thuần nhận xét: "có một thời gian tương đối dài, người Việt ở đây theo học chỉ là để học phép đối nhân xử thế, học làm người chứ không phải học làm quan" .
Mặc dù vậy, mỗi khi triều đình cần, vẫn không thiếu người có tài học ra giúp nước. Sử nhà Nguyễn chép:
"Năm Kỷ Dậu (1789), tháng 6,...mới đặt quan Điền toán (coi về sự cày cấy làm ruộng), cho bọn Hàn lâm chế cáo là Trịnh Hoài Đức, Lê Quang Định, Ngô Tùng Châu, Hoàng Minh Khánh, cả thảy 12 người kiêm việc này....
Ở một đoạn khác, sử nhà Nguyễn lại chép: 
"Năm Tân Hợi (1791), tháng 4, …mở khoa thi, lấy trúng cách là Nguyễn Đình Quát, cộng 12 người".
Xem tiểu sử của một số người ấy, thấy họ (như Trịnh Hoài Đức, Lê Quang Định, Ngô Tùng Châu…) đều xuất thân từ các "trường tư", mà nổi bật nhất là trường học của nhà giáo Võ Trường Toản ở Hòa Hưng (nay thuộc Quận 10, Thành phố Hồ Chí Minh).
Phải đến đầu thế kỷ 19, ở Nam Kỳ mới có thêm một số trường học do Nhà nước lập. Liên quan đến vấn đề này, trong Gia Định thành thông chí (mục: "Phong tục toàn thành") của Trịnh Hoài Đức có đoạn chép: "...Đất (vùng Gia Định) thuộc Dương Châu gần với mặt trời, thiên khí phấn phát, ngay thẳng, văn vẻ, nên con người hay chuộng tiết nghĩa, họ học Ngũ kinh, Tứ thư Thông giám, tinh thông nghĩa lý, lúc mới Trung hưng đã đặt chức Đốc học, ban bố quy chế học tập, mở khoa thi, lối học khoa cử thạnh hành, từ đó lý học và văn chương đều cùng tốt đẹp, nên văn phong mới phấn chấn .
Ở phần "Thành trì chí", mục: "Thành Gia Định", ông lại chép: 
"Học đường, Gia Long thứ 4 (1805), mới đặt Đốc học cho một viên, phó giáp ất đều một viên, bắt đầu đặt học đường ở bên hữu trại ngoài thành (Phiên An). Năm 1813, đổi dựng ở nền cũ dinh đồn Điều Khiển".
Về sau, riêng ở tỉnh Gia Định, trong sách Đại Nam nhất thống chí (quyển 31) có liệt kê lại số trường học lúc bấy giờ như sau:
-Trường học tỉnh Gia Định: ở địa phận thôn Phú Mỹ, phía đông tỉnh thành. Năm Gia Long thứ 4 (1805), dựng ở phía hữu trại ngoài thành cũ (thành Phiên An). Năm thứ 14 (1815), dời đến xóm Tân Thuận. Năm Minh Mạng thứ 5 (1824), dời đến chỗ hiện nay.
-Trường học phủ Tân Bình: ở thôn Mỹ Hội, phía tây lỵ sở của phủ, dựng từ năm Minh Mạng thứ 17 (1836).
-Trường học phủ Tân An: ở thôn Bình Khuể, phía tây lỵ sở của phủ, dựng từ năm Thiệu Trị thứ 6 (1846).
-Trường họcTân Hòa: ở thôn Thuận An, phía bắc lỵ sở của huyện, dựng từ năm Thiệu Trị thứ 1 (1841). Đây nguyên là trường học phủ Hòa Thịnh, năm Tự Đức thứ 5 (1825) bỏ phủ, để làm trường học của huyện.
-Trường học huyện Phúc Lộc: ở thôn Trường Bình, phía đông lỵ sở của huyện, dựng từ năm Thiệu Trị thứ nhất (1841) .

## Trường Hương Gia Định
Mặc dù coi trọng việc học và thi cử, nhưng mãi đến tháng 7 (âm lịch) năm Quý Dậu (1813), trường Hương Gia Định mới được vua Gia Long sắc cho thành lập (và đây là trường duy nhất), để dành cho các sĩ tử từ Bình Thuận trở vào Nam Kỳ. 
Sách Đại Nam nhất thống chí, phần "Tỉnh Gia Định", mô tả trường thi này như sau: Trường có "chu vi 193 trượng 6 thước (khoảng 850 m), tường cao 4 thước 5 tấc (gần 2 m), ở địa phận thôn Nghĩa Hòa, phía tây tỉnh thành, dựng từ năm Tự Đức thứ nhất (1848), xây gạch", tức tương ứng với khu vực của Nhà Văn Hóa Thanh Niên (số 4, đường Phạm Ngọc Thạch, phường Bến Nghé, Quận 1, Thành phố Hồ Chí Minh) ngày nay. Trong Cổ Gia Định phong cảnh vịnh cũng có 4 câu nói về thí trường này như sau:
...Chốn thi trường lẩy lẩy nhu phong,
Đền sĩ chí hộc hồng, một thuở bảng vàng lăm chiếm,
Nhà quốc học dầy dầy sĩ tử,
Gắng gia công đèn sách, mười thu nghiêng sắt chuyên mài...
Từ năm 1813 đến năm 1864, trường Hương Gia Định đã tổ chức được tất cả 20 khoa thi và lấy đỗ Hương cống (triều Minh Mạng đổi gọi là Cử nhân) tổng cộng là 269 người (xem liệt kê bên dưới).
Trong 20 khoa thi đó, khoa cuối cùng (1864) được tổ chức tại An Giang, bởi vì từ năm 1859, quân Pháp bắt đầu tấn công vào Gia Định, và từ năm 1862, thì đất đai ba tỉnh miền Đông (gồm Biên Hòa, Gia Định, Định Tường) của Nam Kỳ đã bị quân Pháp đánh chiếm. Như vậy trường thi này chỉ hoạt động từ giữa thời Gia Long đến đầu đời Tự Đức mà thôi. 
Chiết tính ra như sau:
- Thời Gia Long: số khoa thi: 2, số đỗ đạt: 20.
- Thời Minh Mạng: số khoa thi: 7, số đỗ đạt: 83.
- Thời Thiệu Trị: số khoa thi: 5, số đỗ đạt: 84.
- Thời Tự Đức: số khoa thi: 6, số đỗ đạt: 82.

Số đỗ đạt này không kể những người đỗ Sinh đồ (triều Minh Mạng đổi gọi là Tú tài). Sau khi thi đỗ ở đây, muốn đỗ cao hơn nữa, Cống sĩ phải "lai kinh ứng thí" (tức ra thi ở trường Hương Thừa Thiên), nhưng số đỗ đạt đại khoa không nhiều. GS. Nguyễn Khắc Thuần cho biết: "Đất Gia Định xưa có tất cả năm người đỗ từ Phó bảng đến Tiến sĩ, nhưng chỉ có Phan Thanh Giản là người duy nhất đỗ Tiến sĩ, sau khi thi đỗ tại trường Hương Gia Định. Số còn lại đều đã thi đỗ ở trường Hương Thừa Thiên .
Tuy số đỗ cao không nhiều, nhưng trong số 269 Cống sĩ (Cử nhân) ấy, đã có tới 94 người từng giữ các chức vụ lớn, chiết tính ra như sau: Thượng thư và tương đương: 4, Thị lang: 4, Tổng đốc: 4, Tham tri: 4, Ngự sử: 8, Thiêm sự: 1, Bố Chánh: 14, An phủ sứ: 2, Án sát: 19, Tuần phủ: 8, Phủ doãn: 1, Phủ thừa: 4, Tri phủ: 21. Số còn lại được trao cho các chức vụ thấp hơn như: Biện lý, Hộ đốc, Tri huyện, Huấn đạo, Giáo thụ,....
Sau khoa thi năm Giáp Tý (1864) tổ chức tại An Giang, trường Hương Gia Định đóng cửa vĩnh viễn, chấm dứt việc "cử tử" sớm nhất ở nước Việt .

## Thủ khoa và Á khoa
Tất cả có 20 người là Thủ khoa (TK) và 20 người lá Á khoa (AK), mà trong số ấy còn lưu danh được một ít người. 
-Khoa Quý Dậu (1813): Nguyễn Bảo Bang (TK), Nguyễn Trí Thành (AK).
-Khoa Kỷ Mão (1819): Trương Hảo Hiệp (TK), Đặng Văn Nguyên (AK).
-Khoa Tân Tỵ (1821): Nguyễn Văn Kỳ (TK), Bùi Nguyên Thọ (AK)
-Khoa Ất Dậu (1825): Trương Phước Cang (TK), Phan Thanh Giản (AK).
-Khoa Mậu Tý (1828): Mai Hữu Điển (TK), Nguyễn Quang Tự (AK).
-Khoa Tân Mão (1831): Đinh Văn Huy (TK), Lương Quốc Quang (AK).
-Khoa Ất Mùi (1835): Bùi Hữu Nghĩa (TK), Nguyễn Văn Viện (AK).
-Khoa Đinh Dậu (1837): Nguyễn Văn Triêm (TK), Bùi Văn Phong (AK).
-Khoa Canh Tý (1840): Nguyễn Hoài Vĩnh (TK), Lê Phước Đức (AK).
-Khoa Tân Sửu (1841): Hồ Đang Phong (TK), Lê Phước Lượng (AK).
-Khoa Nhâm Dàn (1842): Võ Duy Quang (TK), Nguyễn Duy Doãn (AK).
-Khoa Quý Mão (1843): Phạm Văn Trung (TK), Trần Xuân Quang (AK)
-Khoa Bính Ngọ (1846): Nguyễn Xuân Ý (TK), Lê Văn Loan (AK).
-Khoa Đinh Mùi (1847): Nguyễn Công Hài (TK), Cù Khắc Kiệm (AK).
-Khoa Mậu Thân (1848): Nguyễn Đức Hoành (TK), Nguyễn Hàm Ninh (AK).
-Khoa Kỷ Dậu (1849): Võ Thế Trí (còn có tên là Võ Tuyên) (TK), Nguyễn Thông (AK).
-Khoa Nhâm Tý (1852): Nguyễn Hữu Huân (TK), Nguyễn Thanh Trưng (AK).
-Khoa Ất Mão (1855): Nguyễn Tánh Thiện (TK), Trần Minh Khuê (AK).
-Khoa Mậu Ngọ (1858): Lê Đình Sâm (TK), Ngô Phan (AK)
-Khoa Giáp Tý (1864): Võ Doãn Huân (TK), Võ Xuân (AK) .